# Wyższa Szkoła Marketingu i Zarządzania w Lesznie
Wyższa Szkoła Marketingu i Zarządzania w Lesznie (WSMiZ w Lesznie) – będąca w stanie likwidacji niepaństwowa szkoła wyższa w Polsce z siedzibą w Lesznie, która powstała w 1993 roku. Była uczelnią jednowydziałową w ramach której znajdowały się 4 katedry, Studium Języków Obcych oraz Centrum Edukacji Komputerowej. Siedziba Uczelni mieściła się w Lesznie przy ul. Jana Ostroroga 9a w kompleksie nowych i nowoczesnych budynków dydaktycznych i sportowych.
W 2012 roku zatrudnionych było 58 pracowników naukowo-dydaktycznych, z czego 5 na stanowisku profesora zwyczajnego, 1 na stanowisku adiunkta ze stopniem doktora habilitowanego, 27 na stanowisku adiunkta ze stopniem doktora, 25 na stanowisku asystenta z tytułem magistra.

## Historia
Uczelnia została założona w 1993 z inicjatywy byłego pracownika Akademii Ekonomicznej w Poznaniu – dra Jana Sołtysiaka. Uczelnia ta stała się pierwszą samodzielną szkołą wyższą działającą na ziemi leszczyńskiej. Zgodę na rozpoczęcie jej działalności wydało 22 października 1993 Ministerstwo Edukacji Narodowej, które w 1997 wydłużyło ją na następne 25 lat.
Od 2008 uczelnia wydawała własne czasopismo – „Merkuriusz Leszczyński”, poruszające problemy związane z ekonomią, marketingiem, zarządzaniem, finansami i prawem.
Uczelnia prowadziła kształcenie na studiach pierwszego stopnia, stacjonarnych oraz niestacjonarnych, na kierunku zarządzanie.

## Władze
- Rektor: dr Jan Sołtysiak
- Prorektor ds dydaktycznych: prof. dr hab. Tadeusz Mendel
- Prorektor ds rozwoju uczelni: dr Maciej Matusiak
- Dziekan: mgr Dariusz Łuczak

## Struktura
Katedra Zarządzania
- Kierownik: prof. dr hab. Tadeusz Mendel

Katedra Marketingu
- Kierownik: dr hab. Wiesław Ciechomski

Katedra Ekonomii
- Kierownik: prof. dr hab. Wojciech Piotr

Katedra Finansów
- Kierownik: prof. dr hab. Leszek Kuchar

Studium Języków Obcych
- Kierownik: mgr Jan Nowicki

Centrum Edukacji Komputerowej
- Kierownik: dr Grzegorz Nowak

## Adres
Wyższa Szkoła Marketingu i Zarządzania w Lesznie
ul. Ostroroga 9a
64-100 Leszno